# Parlement van Egypte

Wapen van Egypte

Het Parlement van Egypte bestaat uit twee Kamers:
- Huis van Afgevaardigden (مجلس النواب) - lagerhuis, 596 leden;
- Senaat (مجلس الشيوخ) - hogerhuis, 300 leden.